# Albertina de Oliveira Costa
Albertina Gordo de Oliveira Costa (n. 19??) es una socióloga, editora, teórica y activista feminista brasileña. Como parte de la Fundación Carlos Chagas, es una de las principales investigadoras de temáticas relacionadas con los estudios de la mujer en Brasil.
Graduada de ciencias sociales en la Universidad de São Paulo, en su trabajo teórico pueden observarse temáticas y propuestas adscritas al ámbito de los estudios de género pero desde una óptica feminista cercana al activismo, la defensa de los derechos de las mujeres, políticas públicas y derechos humanos. Es integrante del Consejo Nacional de los Derechos de la Mujer y es editora de la revista Cadernos de Pesquisa; además, ha colaborado en la Revista Estudos Feministas y en Cadernos Pagu, mientras que fue parte del comité ejecutivo de la Revista Internacional de Derechos Humanos.

## Obras
- COSTA, Albertina de O. Direitos tardios; saúde, sexualidade e reprodução na América Latina. São Paulo: Editora 34, 1997.
- COSTA, Albertina de O; AMADO, T. Alternativas escassas; saúde, sexualidade e reprodução na América Latina. Río de Janeiro: Editora 34, 1994.
- COSTA, Albertina de O; BRUSCHINI, C. Entre a virtude e o pecado. Río de Janeiro: Rosa dos Tempos, 1992.
- COSTA, Albertina de O; BRUSCHINI, C. Uma questão de gênero. Río de Janeiro: Rosa dos Tempos, 1992.
- COSTA, Albertina de O; BLAY, E. Gênero e universidade. São Paulo: EDUSP, 1992.
- COSTA, Albertina de O; BRUSCHINI, C. Rebeldia e Submissão. Estudos sobre condiçao feminina. São Paulo: Vertice, 1989.
- COSTA, Albertina de O; CARNEIRO, S.; SANTOS, T. Mulher negra/Política Governamental e a Mulher. São Paulo: Nobel, 1985.
- COSTA, Albertina de O; BARROSO, C. Mulher, Mulheres. 1ª. ed. São Paulo, SP: Cortez Ed., 1983. v. 1.
- COSTA, Albertina de O; MARZOLA, N; MORAES, M. T; LIMA, V. R. Memórias das Mulheres do Exílio. Río de Janeiro: Paz e Terra, 1980.

Como editora
- COSTA, Albertina de O.; AVILA, M. B. M. Divisâo sexual do trabalho, Estado e crise do capitalismo. 1a.. ed. Recife: SOS Corpo Instituto Feminista para a Democracia, 2010. v. 1.
- COSTA, Albertina de O.; SORJ, B.; BRUSCHINI, C.; Hirata H. Mercado de trabalho e Genero: comparaçoes internacionais. 1. ed. Río de Janeiro: Editora FGV, 2008. v. 1.
- Lima, M E B; Costa,A.A; COSTA, Albertina de O. transformando as relaçoes trabalho e cidadania. 1. ed. Sao Paulo: Cut, 2007. v. 1.
- COSTA, Albertina de O.; MARTINS, A. M.; FRANCO, M.L.P.B. Uma historia para contar: a pesquisa na Fundação Carlos Chagas. São Paulo: Annablume, 2004. v. 1.